# Alonso
Alonso ist als spanische Form von Alfons ein spanischer männlicher Vorname und Familienname.

## Namensträger

### Vorname
- Alonso de Alvarado (1500–155*), spanischer Conquistador und Ritter des Santiagoordens
- Alonso Berruguete (1480–1561), spanischer Bildhauer, Maler und Architekt
- Alonso Cano (1601–1667), spanischer Maler, Bildhauer und Architekt
- Alonso de Contreras (1582–164*), spanischer Soldat, Abenteurer und Schriftsteller
- Alonso Cueto (* 1954), peruanischer Schriftsteller
- Alonso de Ercilla y Zúñiga (1533–1594), spanischer Edelmann, Soldat und Schriftsteller
- Alonso Fernández de Lugo (1456–1525), andalusischer Adliger und Eroberer
- Alonso Fernández de Madrigal (* um 1400/10; † 1455), Theologe und Literat sowie Bischof von Ávila
- Alonso de Figueroa y Córdoba (* um 1584; † 1652), spanischer Offizier, vorübergehend Gouverneur von Chile
- Alonso García de Ramón (1552–1610), spanischer Offizier, zweimal Gouverneur von Chile
- Alonso Gómez-Robledo (* 1949), mexikanischer Jurist, seit 2014 Richter am Internationalen Seegerichtshof
- Alonso Manso (1460–1539), spanischer Bischof
- Clemente Alonso McKernan (* 1978), spanischer Triathlet
- Alonso Mudarra (* um 1508; † 1. April 1580), spanischer Komponist und Vihuela-Spieler der Renaissance
- Alonso de Ojeda (~1466–1515/1516), spanischer Seefahrer und Entdecker
- Alonso Ortiz (1455–1507), spanischer Humanist der Protorenaissance und Theologe
- Alonso Pérez de Guzmán (1550–1615), spanischer Grande
- Alonso de Ribera de Pareja (* um 1560; † 1617), spanischer Soldat, zweimal Gouverneur von Chile
- Alonso Rodriguez (1578–1648), italienischer Maler des Barock
- Alonso Sánchez Coello (1531/32–1588), spanischer Maler
- Alonso de Santa Cruz (1505–1567), spanischer Historiker, Kartograf, Kosmograf und Instrumentenbauer
- Alonso de Sotomayor y Valmediano (1545–1610), spanischer Konquistador und Gouverneur der spanischen Kolonie Chile
- Alonso Zamora Vicente (1916–2006), spanischer Schriftsteller, Romanist und Hispanist

### A
- Abel Alonso Núñez (1921–2003), spanischer Geistlicher, Bischof von Campo Maior
- Agostina Alonso (* 1995), argentinische Hockeyspielerin
- Agustín Alonso (* 1991), uruguayischer Rugby-Union-Spieler
- Alberto Alonso (1917–2007), kubanisch-US-amerikanischer Tänzer und Choreograf
- Alejandro Alonso (* 1982), argentinischer Fußballspieler
- Alejandro Cercas Alonso (* 1949), spanischer Politiker
- Alicia Alonso (1920–2019), kubanische Ballerina und Choreografin
- Álvaro Alonso (Politiker) (* 1955), uruguayischer Politiker
- Álvaro Alonso (Produzent), spanischer Filmproduzent und Regisseur
- Álvaro Alonso (Fußballspieler) (Álvaro Darío Alonso Llanes; * 1984), uruguayischer Fußballspieler
- Alvaro Alonso Barba (1569–um 1661), spanischer Geistlicher, Metallurg und Chemiker
- Álvaro Alonso Rubio (* 1985), spanischer Radsportler
- Amado Alonso (1896–1952), spanischer Romanist und Hispanist
- Ana Isabel Alonso (* 1963), spanische Langstreckenläuferin
- Ángel Alonso (* 1967), spanischer Volleyballspieler
- Aniceto Fernández Alonso (1895–1981), spanischer Ordensgeistlicher, Generalsuperior der Dominikaner

### B
- Benvenuto Diego Alonso y Nistal (1871–1938), spanischer römisch-katholischer Ordensgeistlicher, Apostolischer Vikar von Caroní

### C
- Camila Alonso Aradas (* 1994), spanische Triathletin
- Carlos Alonso González (* 1952), spanischer Fußballspieler, siehe Santillana (Fußballspieler)
- Carlos Manuel Alonso (Kali; * 1978), argentinischer Fußballspieler
- Carol Alonso (* 1941), kanadisch-amerikanische Physikerin, Autorin und Dressurreiterin
- Cecilio Alonso (* 1958), spanischer Handballspieler
- Chelo Alonso (1933–2019), kubanische Schauspielerin
- Clara Alonso (* 1987), spanisches Model

### D
- Dámaso Alonso (1898–1990), spanischer Dichter und Wissenschaftler
- Daniella Alonso (* 1978), US-amerikanische Schauspielerin
- David Alonso (Filmemacher) (* 1966), spanischer Filmemacher
- David Alonso (Rennfahrer) (* 2006), kolumbianischer Motorradrennfahrer
- David Alonso (Regisseur), Filmregisseur
- David Alonso Castillo (* 1989), spanischer Radrennfahrer
- Diego Alonso (* 1975), uruguayischer Fußballspieler und -trainer
- Donato Alonso (* 19??), mexikanischer Fußballspieler
- Dora Alonso (1910–2001), kubanische Journalistin und Schriftstellerin

### E
- Eduardo Alonso (Fechter) (1899–??), kubanischer Fechter
- Eduardo Alonso (Bauingenieur) (* 1947), spanischer Bauingenieur mit Schwerpunkt Geotechnik
- Eduardo Alonso (Radsportler) (* 1963), kubanischer Radsportler
- Eduardo Alonso-Crespo (* 1956), argentinischer Komponist und Dirigent
- Emilio Alonso Larrazábal (1912–1989), spanischer Fußballspieler
- Emilio Alonso Río (* 1948), spanischer Handballspieler und -trainer
- Ernesto Alonso (1917–2007), mexikanischer Schauspieler, Fernsehregisseur und -produzent

### F
- Federico Alonso (* 1991), uruguayischer Fußballspieler
- Fernando Alonso (* 1981), spanischer Automobilrennfahrer
- Fernando Alonso (Luftfahrtingenieur) (* 1956), spanischer Luftfahrtingenieur, Leiter der Militärflugzeugsparte bei Airbus Defence and Space
- Francisco Alonso (1887–1948), spanischer Zarzuela-Komponist

### G
- Gabriel Alonso (1923–1996), spanischer Fußballspieler
- Gregório Alonso Aparicio (1894–1982), spanischer Ordensgeistlicher, römisch-katholischer Prälat von Marajó

### H
- Hernando Alonso (1460–1528), erstes jüdisches Inquisitionsopfer Nordamerikas

### I
- Ireneo García Alonso (1923–2012), spanischer Geistlicher, römisch-katholischer Bischof von Albacete
- Isidro Alonso (1896–??), uruguayischer Ruderer
- Iván Alonso (* 1979), uruguayischer Fußballspieler

### J
- Jessica Alonso (* 1983), spanische Handballspielerin
- Jonathan Alonso (* 1990), spanischer Boxsportler
- Jorge Alonso (* 1958), spanischer Wasserballspieler
- José Alonso (Schauspieler) (José Alonso Zepeda Palacios; * 1947), mexikanischer Schauspieler
- José Alonso (Leichtathlet) (José Alonso Valero; * 1957), spanischer Hürdenläufer und Sportmanager
- José Antonio Alonso Suárez (1960–2017), spanischer Politiker
- José González Alonso (* 1940), spanischer Geistlicher, Bischof von Cajazeiras
- José Luis Alonso (Rechtswissenschaftler) (* 1969), spanischer Rechtswissenschaftler
- José Luis Alonso (* 1976), spanischer Eishockeytorhüter
- José Luis Alonso Berbegal (* 1927), spanischer Sportschütze
- José Luis Alonso Sillero (1919–1988), spanischer Sportschütze
- José Manuel Alonso (1895–1984), spanischer Tennisspieler, siehe Manuel Alonso (Tennisspieler)
- José María Alonso (Tennisspieler) (1890–1979), spanischer Tennisspieler
- José María Alonso (Segler) (1915–??), spanischer Segler
- Juan Alonso (1927–1994), spanischer Fußballtorwart
- Juan Manuel Alonso (1918–1984), spanischer Segler
- Juan María Alonso (* 1949), spanischer Segler
- Julián Alonso (* 1977), spanischer Tennisspieler
- Julius García Alonso (1905–1988), US-amerikanischer Fußballspieler, -trainer, -schiedsrichter, sowie -funktionär
- Júnior Alonso (* 1993), paraguayischer Fußballspieler

### K
- Kiko Alonso (* 1990), US-amerikanischer American-Football-Spieler

### L
- Laura Alonso Padín (* 1976), spanische Sopranistin
- Laz Alonso (* 1974), US-amerikanischer Schauspieler
- Liranyi Alonso (* 2005), dominikanische Sprinterin
- Luis Alonso (Architekt), spanischer Architekt
- Luis Alonso Schökel (1920–1998), spanischer Bibelwissenschaftler
- Luis Enrique Alonso (* 1958), spanischer Soziologe und Wirtschaftswissenschaftler
- Luis Ignacio Rois Alonso (* 1963), spanischer Ordensgeistlicher
- Luis Ricardo Alonso (1929–2015), kubanischer Schriftsteller

### M
- Manuel Alonso (Tennisspieler) (1895–1984), spanischer Tennisspieler
- Manuel Alonso Martínez (1827–1891), spanischer Politiker
- Manuel Alonso Pría (* 19??), mexikanischer Fußballspieler
- Manuel A. Alonso (1822–1889), puerto-ricanischer Schriftsteller, Dichter und Journalist
- Marcos Alonso Imaz, bekannt als Marquitos (1933–2012), spanischer Fußballspieler
- Marcos Alonso (Fußballspieler, 1990) (Marcos Alonso Mendoza; * 1990), spanischer Fußballspieler
- Marcos Alonso (Fußballspieler, 1959) (Marcos Alonso Peña; 1959–2023), spanischer Fußballspieler
- Margara Alonso (1928–2006), argentinische Schauspielerin
- Maria del Carme Girau i Alonso (* 1940), spanische Sängerin und Liedermacherin
- María Clara Alonso (* 1990), argentinische Schauspielerin, Sängerin, und Moderatorin
- María Conchita Alonso (* 1957), US-amerikanische Schauspielerin
- Marino Alonso (* 1965), spanischer Radrennfahrer
- Mariano Roque Alonso (1792–1853), Konsul von Paraguay
- Martha Érika Alonso (1973–2018), mexikanische Politikerin der Partido Acción Nacional und Gouverneurin
- Martín Alonso (* 1952), argentinischer Rugby-Union-Spieler
- Matías Alonso (* 1985), uruguayischer Fußballspieler
- Mauricio Alonso (* 1994), uruguayischer Fußballspieler
- Miguel Alonso (* 1952), kubanischer Ringer
- Mikel Alonso (* 1980), spanischer Fußballspieler
- Miriam Alonso (* 1970), spanische Hürdenläuferin

### N
- Néstor Alonso (* 1941), spanischer Bobsportler
- Norberto Alonso (* 1953), argentinischer Fußballspieler

### O
- Odón Alonso (1925–2011), spanischer Dirigent und Filmmusikkomponist
- Oscar Alonso (Sänger) (1912–1980), argentinischer Tangosänger
- Oscar Alonso (Tänzer), spanischer Balletttänzer
- Osvaldo Alonso (* 1985), kubanischer Fußballspieler

### P
- Pachito Alonso y sus Kini Kini (* 1955), kubanischer Salsamusiker
- Patricia Alonso (* 1979), spanische Handballspielerin
- Pedro Alonso (Gouverneur), spanischer Kolonialgouverneur
- Pedro Alonso (Schauspieler) (* 1971), spanischer Schauspieler
- Pedro L. Alonso (* 1959), spanischer Mediziner
- Pete Alonso (* 1994), US-amerikanischer Baseballspieler

### R
- Rafael Alonso (1920–1998), spanischer Schauspieler
- Raúl Alonso (* 1979), spanischer Handballspieler und -trainer
- Rodolfo Alonso (1934–2021), Dichter, Übersetzer, Essayist und Verleger
- Rodrigo Alonso (* 1982), argentinischer Fußballspieler und -trainer

### S
- Salvador Alonso (* 1974), argentinischer Schachmeister
- Sandra Alonso (* 1998), spanische Radrennfahrerin
- Sofía Alonso (* 1992), guatemaltekische Leichtathletin

### T
- Tite Curet Alonso (1926–2003), puerto-ricanischer Komponist
- Triana Alonso (* 1998), peruanische Leichtathletin
- Trini Alonso (1923–2000), spanische Schauspielerin

### V
- Víctor Alonso (1915–1977), chilenischer Fußballspieler

### W
- William Alonso (1933–1999), US-amerikanischer Ökonom

### X
- Xabi Alonso (* 1981), spanischer Fußballspieler und -trainer

### Y
- Yusnel Bacallao Alonso (* 1988), kubanischer Schachspieler